# Distretto di Hùrmėn
Il distretto di Hùrmėn è uno dei quindici distretti (sum) in cui è suddivisa la provincia dell'Ômnôgov', in Mongolia. Conta una popolazione di 1.796 abitanti (censimento 2009). 